# خلیفان (اربیل)
خلیفان یکی از شهرهای عراق که ۱۰۵ کیلومتری از شهر اربیل و ۱۱ کیلومتری شهر حاج عمران است. این شهر بین چهار کوه بزرگ قرار دارد، که در اطراف خلیفان در هر چهار طرف هستند و از شرق کوه کورک یکی از کوه های بلند کوردستان عراق می‌باشد که ارتفاع آن به  ۲۸۸۳ متر می‌رسد و از غرب کوه پنسار که به ۱۲۰۰ متر می‌رسد و از شمال رشته کوه برادوست که به ۲۱۶۵ متر می رسد که یکی از کوه های بلند جنوب کردستان است و از جنوب کوه هریر که خلیفان و هریر را از هم جدا می کند، در سال ۱۹۶۷ به یک ناحیه (شهرستان) تبدیل شد.